# Loma Angosta
Loma Angosta är en ort i Mexiko.   Den ligger i kommunen Cotaxtla och delstaten Veracruz, i den sydöstra delen av landet, 290 km öster om huvudstaden Mexico City. Loma Angosta ligger 98 meter över havet och antalet invånare är 397.
Terrängen runt Loma Angosta är platt, och sluttar österut. Runt Loma Angosta är det ganska glesbefolkat, med 39 invånare per kvadratkilometer. Närmaste större samhälle är Soledad de Doblado, 17,8 km norr om Loma Angosta. Omgivningarna runt Loma Angosta är en mosaik av jordbruksmark och naturlig växtlighet.